# Trirhithrum notandum
Trirhithrum notandum är en tvåvingeart som beskrevs av Munro 1957. Trirhithrum notandum ingår i släktet Trirhithrum och familjen borrflugor.
Artens utbredningsområde är Uganda. Inga underarter finns listade i Catalogue of Life.